# Panzergruppe Afrika
Panzergruppe Afrika foi formado em 1 de Setembro de 1941 pela Wehrmacht. Controlou todas as unidades no Norte da áfrica, assim como a maioria das unidades italianas presentes no norte da África. Estava sendo preparada para a tomada de Tobruk em Novembro de 1941. Seguindo uma retirada necessária, em Janeiro de 1942 foi conduzida para uma bem sucedida contra-ofensiva contra as forças Commonwealth britânica, recapturando Cyrenaica. Foi redesignado Exército Panzer Afrika em 30 de Janeiro de 1942 enquanto que esta ofensiva estava em andamento.

## Comandantes
- Generaloberst Erwin Rommel (1 Setembro 1941 - 30 Janeiro 1942)

## Chiefs of Staff
- Generalmajor Alfred Gause (1 Setembro 1941 - 30 Janeiro 1942)

## Oficiais de Operações
- Oberstleutnant i.G. Siegfried Westphal (1 Setembro 1941 - 30 Janeiro 1942)

## Oficiais de Inteligência
- Major i.G. Friedrich von Mellenthin   (1 Setembro 1941 - 30 Janeiro 1942)

## Área de Operações
- Norte da África (Agosto 1941 - Janeiro 1942)

## Ordem de Batalha
Ao seu Comando estavam as seguintes unidades e Formações:
- 15ª Divisão Panzer (1 Setembro 1941 - 30 Janeiro 1942)
- 21ª Divisão Panzer (1 Setembro 1941 - 30 Janeiro 1942)
- Division z.b.V. Afrika (1 Setembro 1941 - 27 Novembro 1941) renomeado para:
- 90. leichte Afrika-Division (27 Novembro 1941 - 30 Janeiro 1942)
- Formações Italianas sob o seu comando:
- X Corpo de Exército (1 Setembro 1941 - 30 Janeiro 1942)
- XX Corpo de Exército (1 Setembro 1941 - 30 Janeiro 1942)
- 55ª Divisão de Infantaria Savona (Outubro 1941 - 17 Janeiro 1942)

## Ligações Externas
- Feldgrau
- Axis History
- Lexikon der Wehrmacht